# دونا هایتاور
دونا هایتاور (انگلیسی: Donna Hightower؛ ۲۸ دسامبر ۱۹۲۶ – ۱۹ اوت ۲۰۱۳) یک موسیقی‌دان اهل ایالات متحده آمریکا بود.